# Lochen (Schwäbische Alb)
Die Lochen ist ein Bergmassiv der südwestlichen Schwäbischen Alb, welches einen Abschnitt des Albtraufs oberhalb des Balinger Stadtteils Weilstetten bildet. Sie wird zu den sogenannten Balinger Bergen gerechnet. Die beiden Hauptgipfel sind der Lochenstein (963,6 m ü. NHN) und das östliche Lochenhörnle (952,8 m ü. NHN), meist nur als Hörnle bezeichnet.

## Geographie
„‚Die Lochen‘ heißt dabei die obere, steile Traufseite zwischen Schafberg und Hörnle.“ Der Name Die Lochen ist ebenso wie der ältere Name des benachbarten Plettenbergs – Die Plaikten – weiblich. Die Berggruppe befindet sich auf den Gemarkungen der Gemeinden Hausen am Tann (Lochenstein) und Meßstetten, Ortsteil Tieringen (Lochenhörnle), sie bildet den nördlichsten Zipfel des Großen Heubergs im Gebiet der Hohen Schwabenalb. Beide Hauptgipfel und auch der benachbarte Schafberg sind über mehrere Bergsattel miteinander verbunden.

Die beiden Hauptgipfel des Lochenmassivs
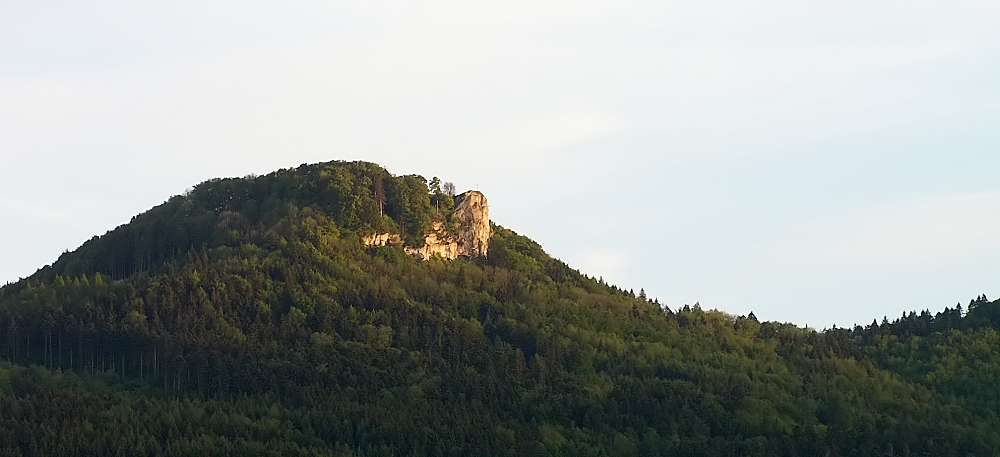
Der Lochenstein (963,6 m ü. NHN) von Weilstetten aus gesehen
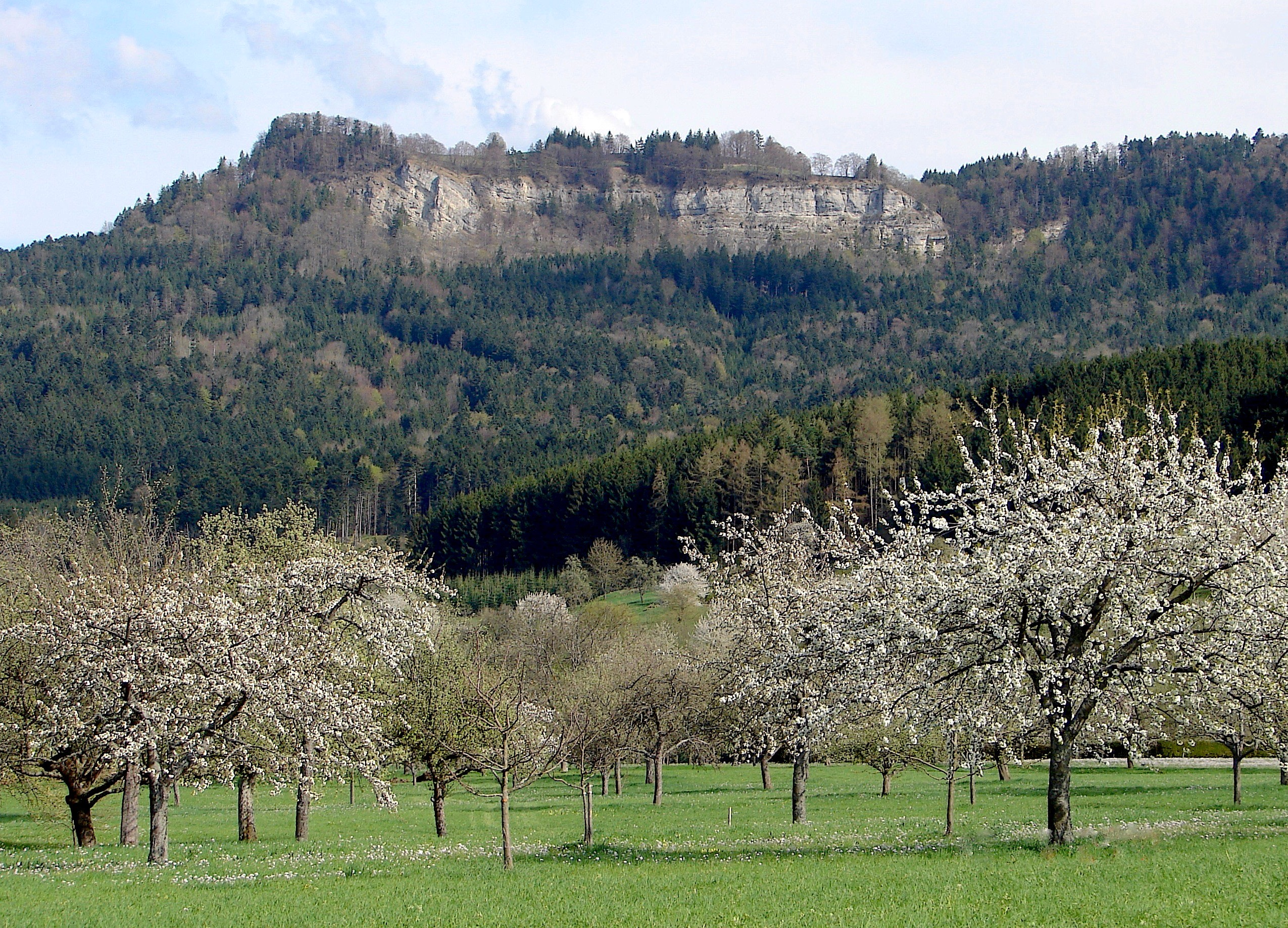
Blick von den Streuobstwiesen bei Weilstetten auf das Lochenhörnle (952,8 m ü. NHN)

## Tourismus

### Aufstieg
Der Lochenstein, einer der beeindruckendsten Aussichtspunkte der Alb, ist vom „Gründle“ am Lochenpass der Landesstraße 440 von Balingen Richtung Bodensee über einen steilen Bergpfad in 20 Minuten zu erreichen, dabei sind knapp 100 Höhenmeter zu überwinden. Eine Besonderheit für einen Berg der Schwäbischen Alb ist das Gipfelkreuz an einem exponierten Felsen mit guter Sicht, ein Brauch, der sonst eher in Alpenregionen anzutreffen ist.
Die Aussicht reicht über den nördlichen Teil des westlichen Albvorlands, inklusive der Vorberge wie z. B. den Zollerberg mit der Burg Hohenzollern. In unmittelbarer Umgebung im Westen liegt Balingen. Im Süden sieht man die Nordflanke des Schafbergs. Bei günstigen Sichtverhältnissen reicht die Fernsicht bis zum Schwarzwald und zu den Alpen.
Der Bergvorsprung des ca. 2 Kilometer östlich gelegenen Hörnle ragt als spitzer Winkel von der Albhochfläche hinaus, man erreicht ihn mit weniger Mühe nach Passieren des Aussichtspunkts Schinderlucke. Das Hörnle trennt den Steilabfall des Albnordrandes (Albtrauf) von der Bergflanke des hier endenden Eyachtals, von dem es einen guten Ausblick gewährt. Der Südhang des Hörnle bildet den Talabschluss des Oberen Schlichemtals. Auf einer Höhe von 860 m ü. NHN entspringt hier die Schlichem in einer gefassten Quelle; sie gilt als eine der höchsten Wasserquellen der Schwäbischen Alb.

### Unterkünfte

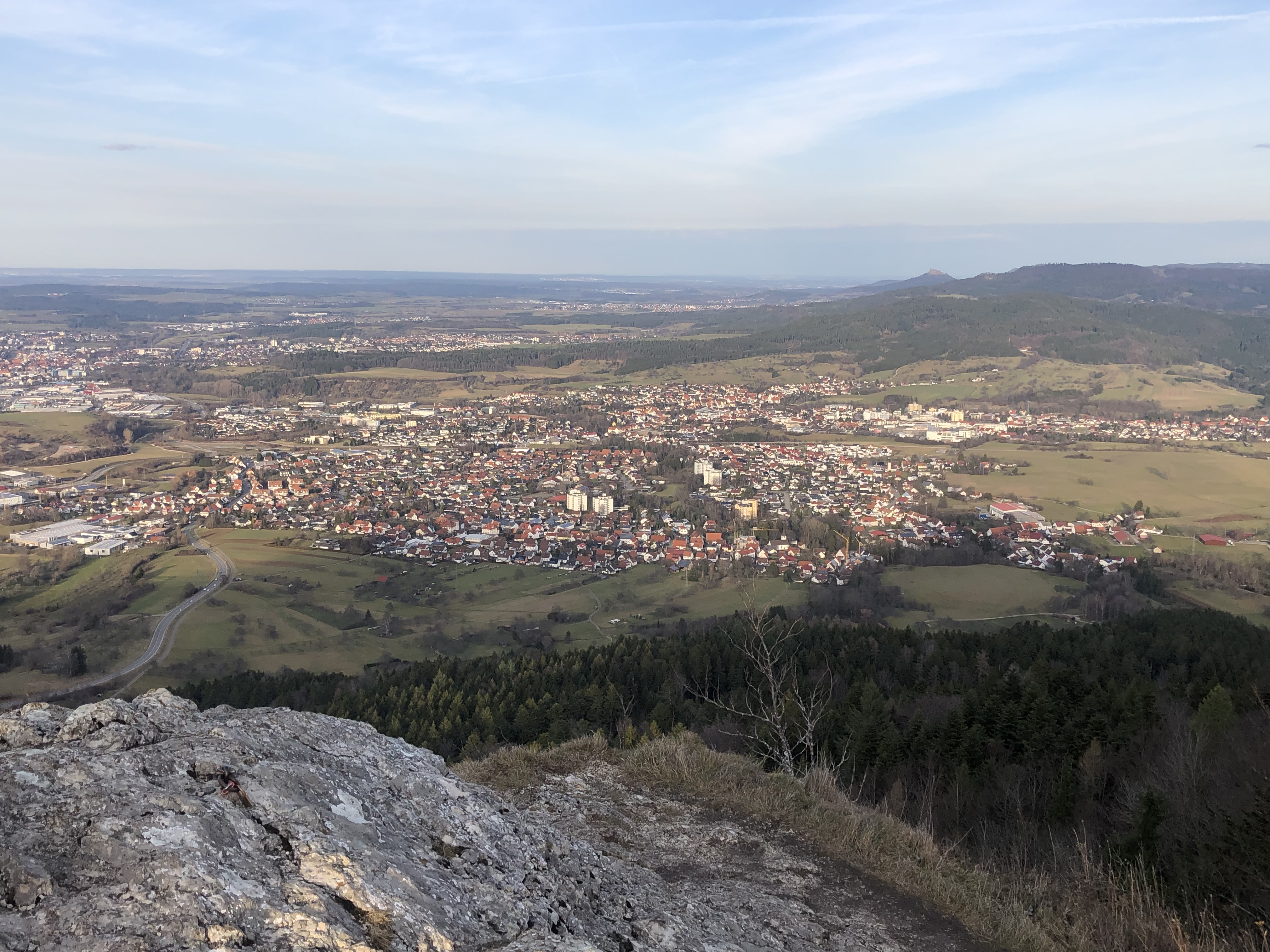
Blick vom Lochenstein über Weilstetten bis zur Burg Hohenzollern

Auf der Ostseite seines Hochplateaus steht die Lochenhütte, eine Schutzhütte des Schwäbischen Albvereins. Sie ist i. d. R. verschlossen, der Schlüssel kann entliehen werden. Unweit des Lochensteins befinden sich das Familienferiendorf Tieringen und die Jugendherberge Balingen-Lochenstein.

### Gebirgspass und Fernwanderweg
Die Landesstraße 440 zum Lochenpass (890 m ü. NHN) aus Richtung Balingen ist eine beliebte Strecke für Motorradfahrer. Die Auffahrt von Weilstetten kommend ist in den Sommermonaten an Wochenenden und Feiertagen für Motorräder gesperrt.
Vom Lochenstein führen sowohl der Schwäbische-Alb-Nordrand-Weg als auch der Main-Neckar-Rhein-Weg weiter zum Schafberg und zum Plettenberg.
Auch der Beuroner Jakobsweg führt über die Lochen.

## Geschichte

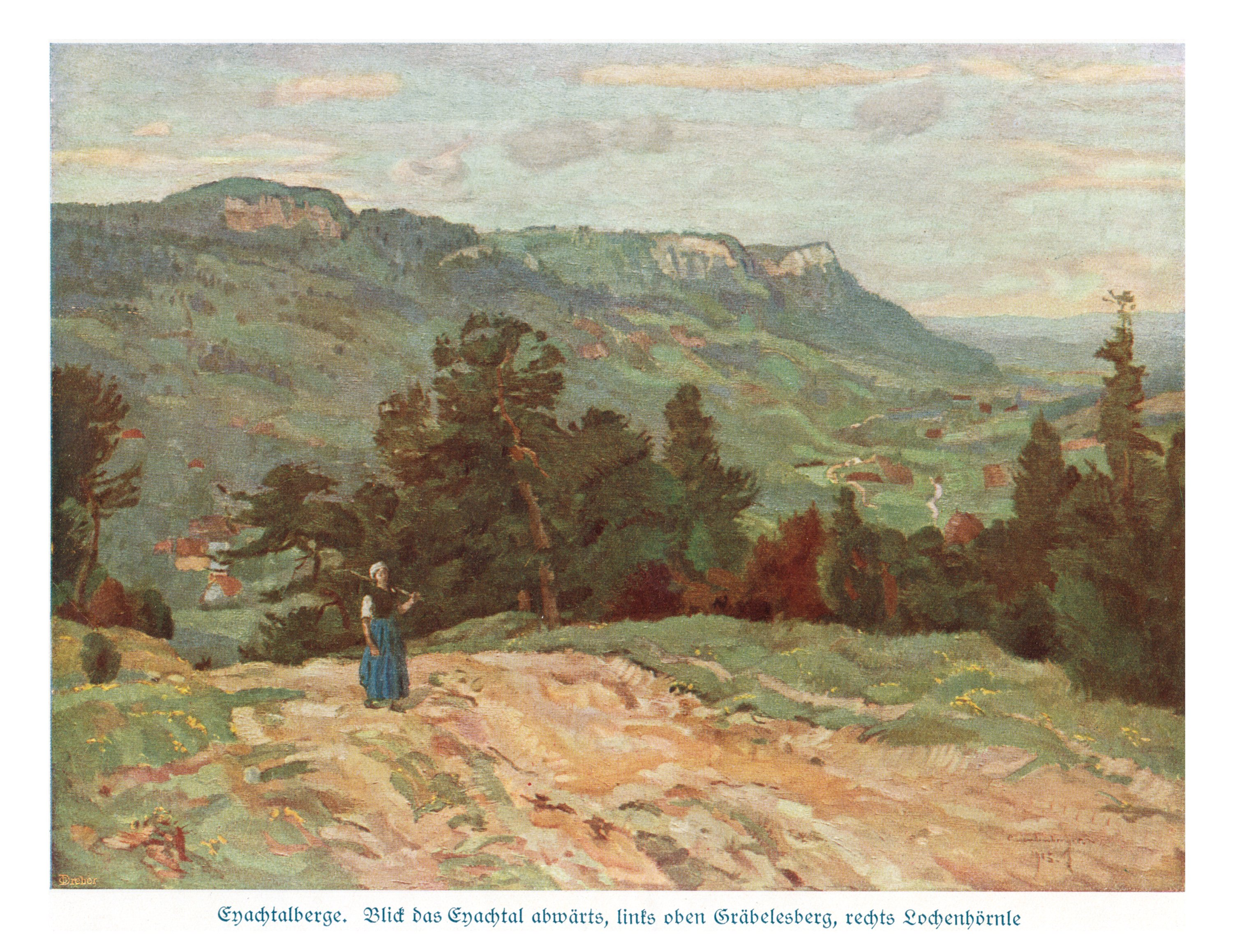
Gemälde mit Darstellung der Eyachtalberge Lochenhörnle und Gräbelesberg, Christian Landenberger (um 1914)

Die Hochfläche der Lochen war Standort vorgeschichtlicher Höhensiedlungen. In ihrer geologischen Eigenschaft als freistehender Kalksteinblock in der Landschaft bot sie hervorragende Verteidigungsmöglichkeiten. Außerdem gestattete das Gipfelplateau eine bequeme Ansiedlung. Fundierte archäologische Ausgrabungen führten 1830 Oscar Fraas sowie 1923 Gerhard Bersu und Peter Goessler durch. 2024 gruben Martin Bartelheim und Marc Heise einen Naturheiligenplatz auf dem Lochenstein aus. Neben Keramik, Spinnwirbel und Fragmenten von Glasperlen fanden sie zahlreiche Fibeln - Gewandnadeln.
Einige Siedlungsfunde datieren aus der Jungsteinzeit und der mittleren Bronzezeit. Einen ersten Siedlungshöhepunkt gab es in der späten Bronzezeit (Urnenfelderkultur des 10./9. Jahrhunderts vor Christus), einen zweiten in der frühen Eisenzeit (Hallstattkultur des 7./6. Jahrhunderts vor Christus) und der La-Tène-Zeit (300 vor Christus). Ob die keltische Siedlung der La-Tène-Zeit sich nahtlos an die Siedlung der Hallstattkultur anschließt oder einen dritten bedeutenden Siedlungsimpuls darstellt, ist noch nicht geklärt. Um 400 vor Christus endete die Besiedlung.
Einzelfunde datieren zum einen aus der Zeit, in der die Lochen zum Römischen Reich gehörte (2./3. Jahrhundert nach Christus). Sie entstammen der römischen Kultur. Zum anderen gibt es Einzelfunde aus der Zeit der Völkerwanderung (4. Jahrhundert nach Christus).
Wieder mehr Funde stammen aus der Merowingerzeit (5. bis 7. Jahrhundert). Im Bauernkrieg lagert am 28. Februar 1525 ein Heer auf der Lochen.
1945 endete die Besiedlung mit der Sprengung des Lochenhofes durch abziehende SS-Truppen. Die Wasserquelle wurde vom Albverein wieder hergerichtet. Dabei handelt es nach der 910 Meter hoch gelegenen historischen Meßstetter Brunnenstube um eine der höchsten Quellen der Schwäbischen Alb.

### Bergbau
Am Hörnle Richtung Hossingen wurde Bergbau nach Eisenerzen betrieben. Es handelt sich dabei um nahezu schwefel- und phosphorfreie Erzkonkretionen. Neben dem Tagebau bis 30 Meter Tiefe wurden auch bergmännisch Strecken aufgefahren.

## Pflanzenwelt

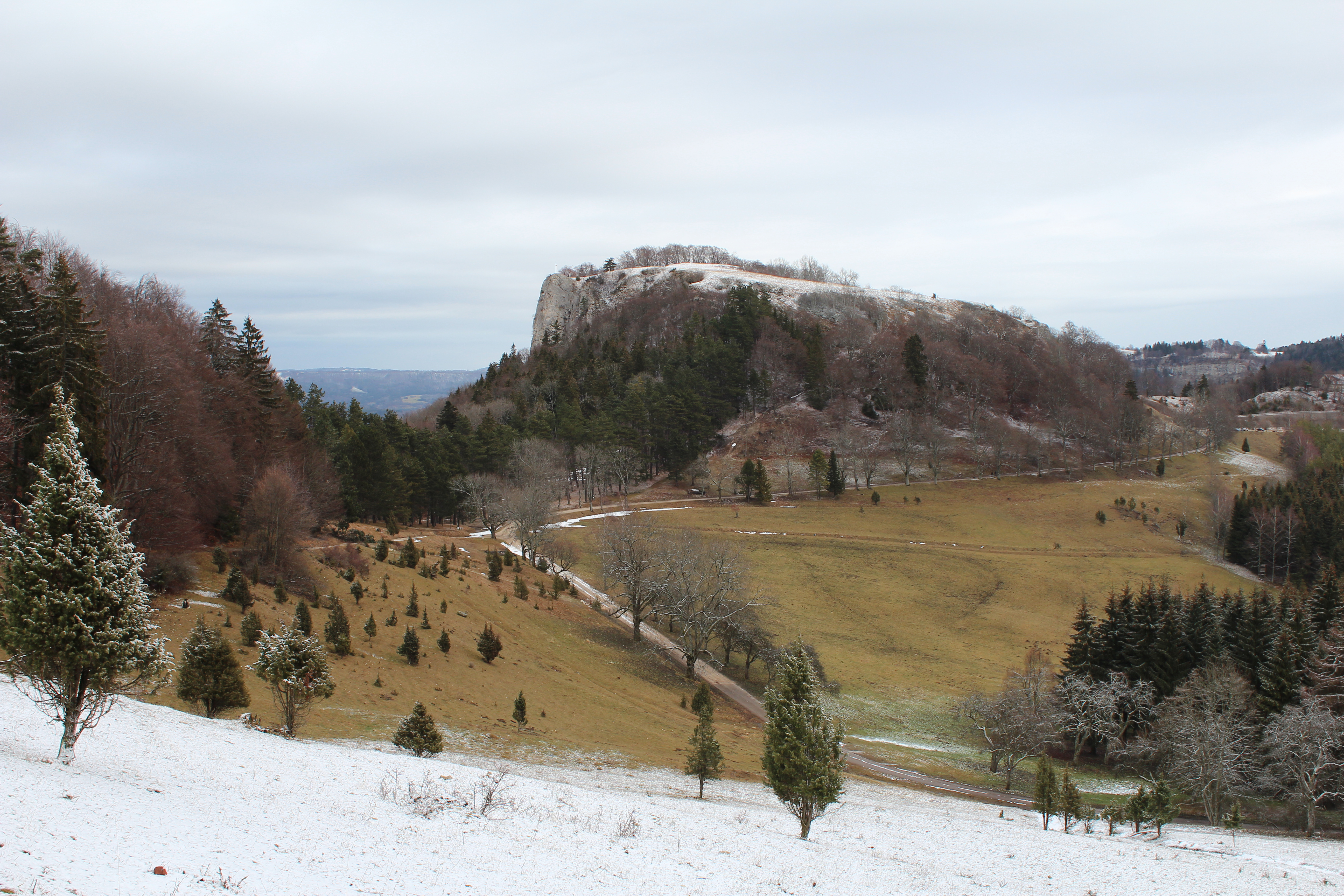
Der Lochenstein vom Schafberg-Nordhang aus gesehen. Beide Berge stehen in einem gemeinsamen Naturschutzgebiet

Das Plateau der Lochen mit den Kalkfelsen und Abhängen gilt als Standort zahlreicher seltener Pflanzen. Hitze und Trockenheit ertragende Moose sonnenexponierter Felsen, die Platten-Flechte (Placodium saxicolum) und die Schwarznapf-Flechte des Jura mit dem bezeichnenden Art-Namen Lecidea jurana sowie die Blei-Flechte (Ochrolechia pallescens) überziehen die Felsen. Neben postglazialen Relikten wie dem Trauben-Steinbrech (Saxifraga paniculata) findet sich auf dem Felsen, der das Gipfelkreuz trägt, die Alpen-Augenwurz (Athamanta cretensis var. mutellionoides) als Vertreterin nachwärmezeitlicher Relikte, die seit Jahrtausenden als florale Relikte überdauert haben, vornehmlich an den Hangkanten und oberen Abhänge mit Saumvegetation und den Halbtrockenrasen und Kalkmagerrasen, wie auch an den eigentlichen Felsen. Leider sind früher auf dem Plateau vorkommende Pflanzen wie das Berghähnlein (Anemone narcissiflora), Doldige Wucherblume (Chrysanthemum corymbosum) und der Österreichische Raukensenf (Sisymbrium pyrenaicum subsp. austriacum) wie der Apollofalter (Parnassius apollo) vergangen. Bei den lange Zeit von Botanikern als Dach-Hauswurz (Sempervivum tectorum) benannten Hauswurzen der Lochen handelt es sich nach heutigen Erkenntnissen um Sempervivum globiferum subsp. globiferum, eine Pflanzenart, die zur Pflanzengruppe Jovibarba gehört. Wie auch sonst auf der Balinger Alb kommt im Gegensatz zu den meist mit vielen Rotbuchen (Fagus silvatica) versehenen Traufwäldern (Kalkbuchenwald) der Schwäbischen Alb hier hauptsächlich Ahorn-Eschen-Ulmen-Wald vor (Acer-Fraxinus-Ulmus), mit bemerkenswert alten, über 50 m hohen Weißtannen (Abies alba) und hier natürlichem Auftreten von Fichte (Picea excelsa).

### Schutzstatus
Die Lochen gehört zum Naturschutzgebiet Schafberg-Lochenstein, das 102 Hektar umfasst. Dieses liegt eingebettet im Landschaftsschutzgebiet Großer Heuberg und wurde 1987 wegen seiner Schönheit und wegen seiner Eigenschaft als Refugium für seltene Pflanzen und Tiere ausgewiesen. Die Waldflächen der höheren Bereiche müssen geschützt werden, um die Vielfalt zu erhalten. Der Westteil des markanten Aussichtsfelsen mit dem Gipfelkreuz darf seit Anfang 2017 aus Artenschutzgründen zum Schutz der dort noch vorkommenden Alpen-Augenwurz nicht mehr betreten werden. Der Ostteil des Felsens ist weiterhin zugänglich.

## Galerie

Der Lochenstein
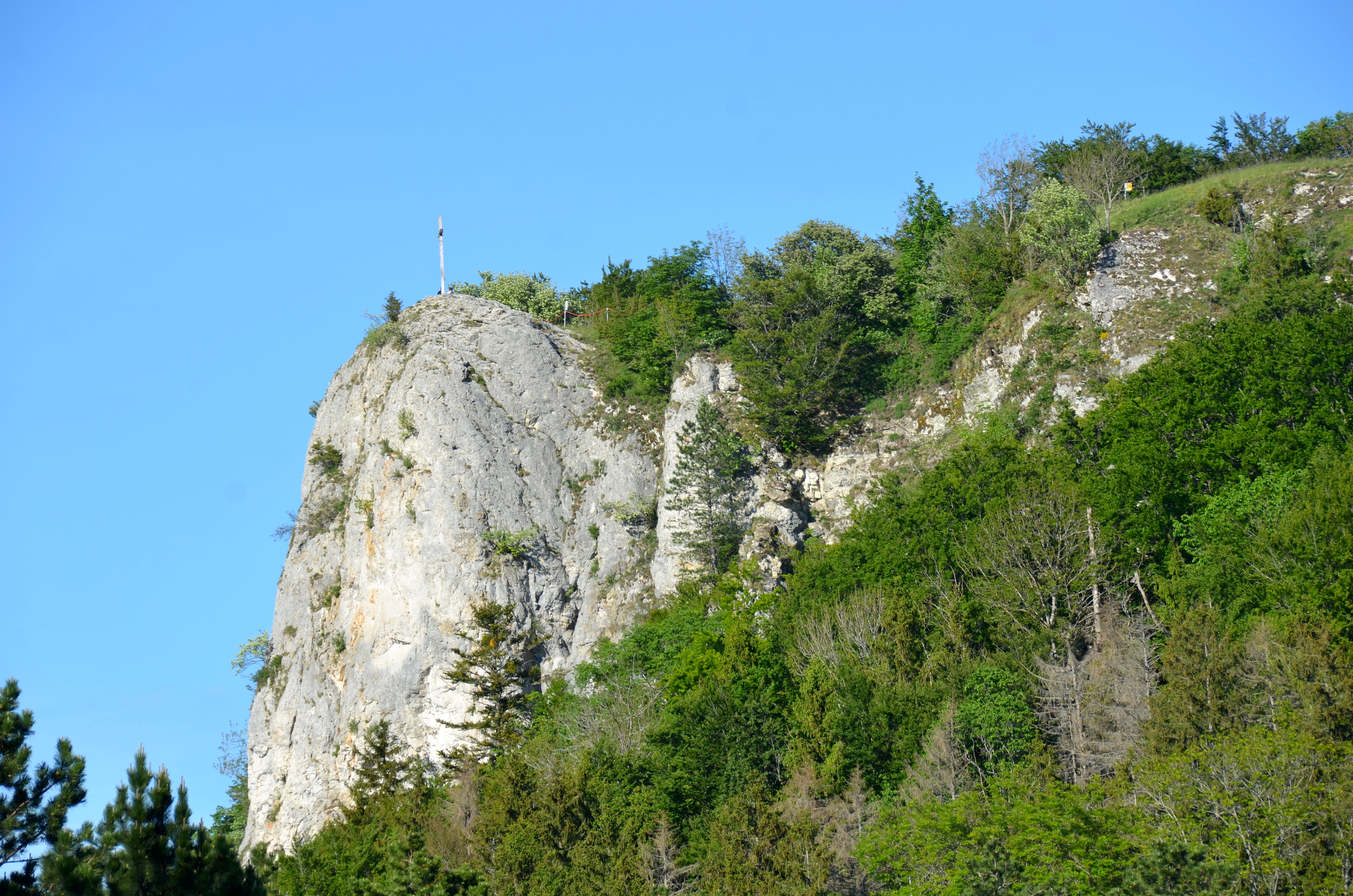
Der besonders artengeschützte Felsen des Lochensteins von Südwesten aus gesehen
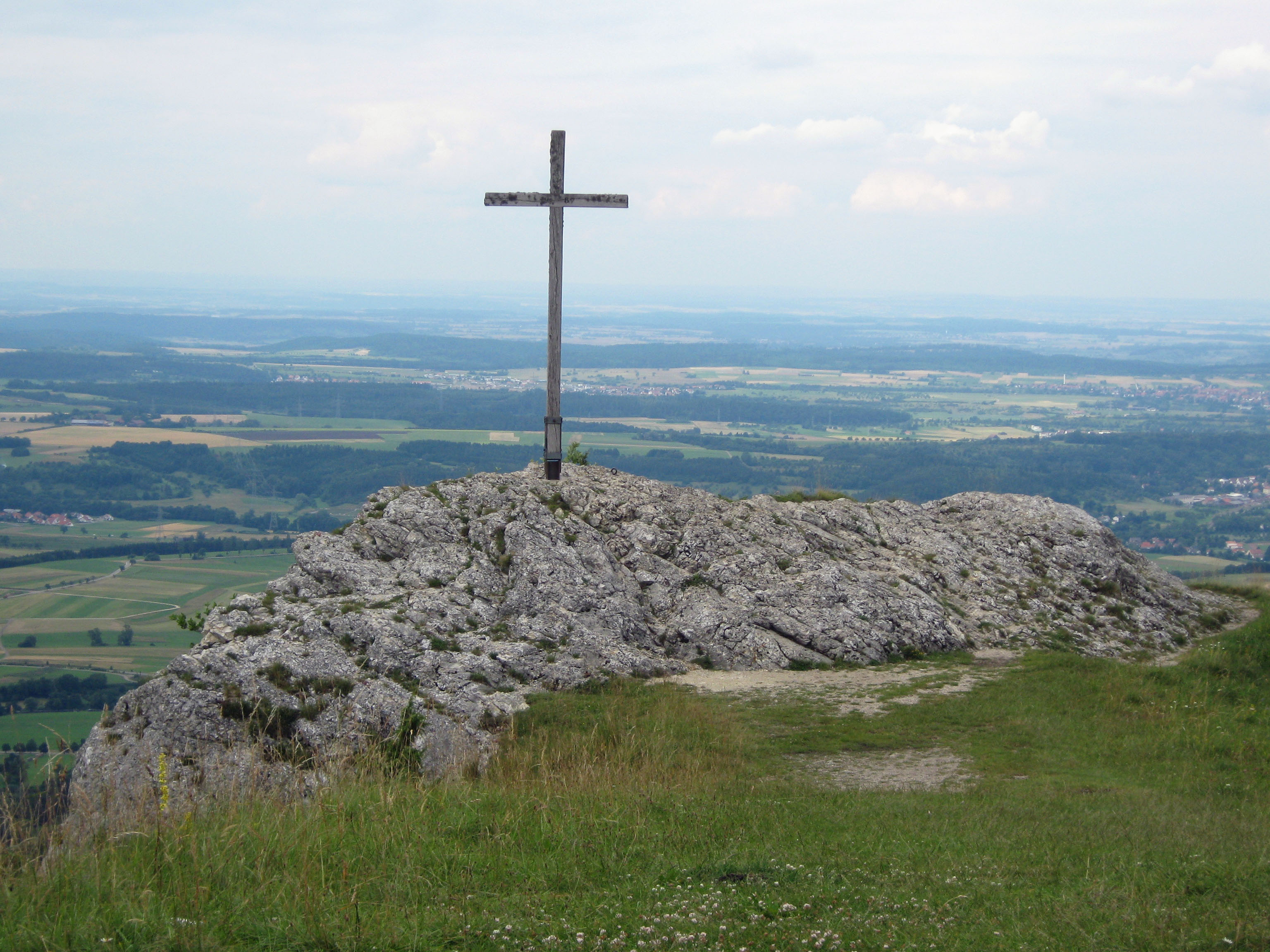
Das Gipfelkreuz auf dem Lochenstein
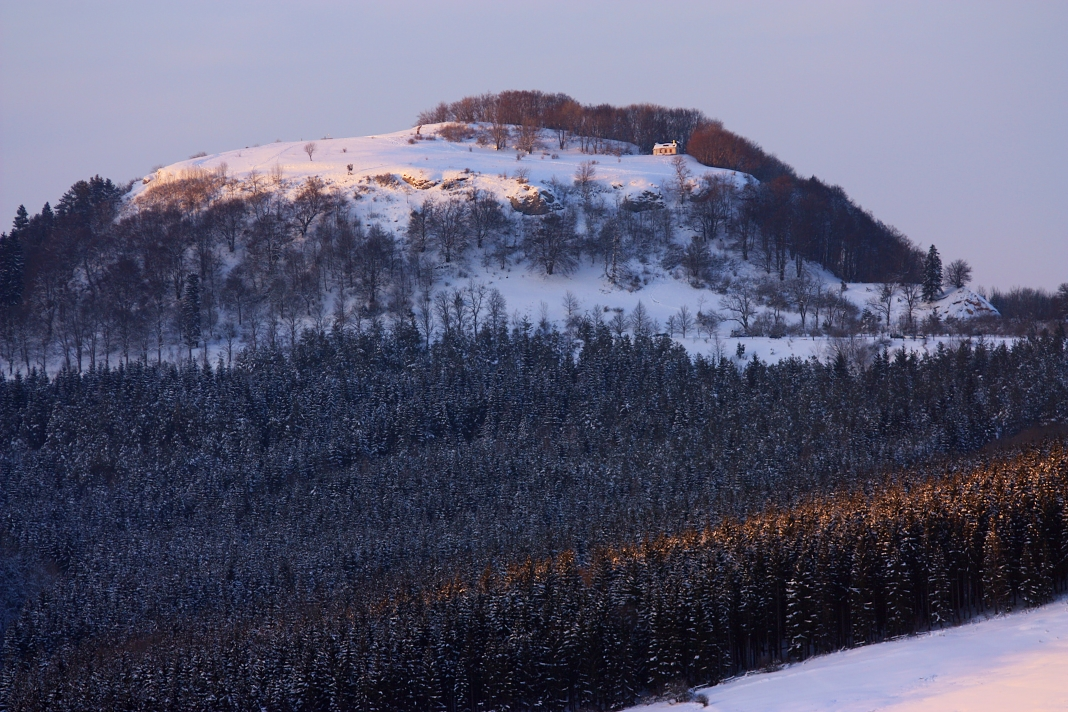
Die Bergkuppe des Lochensteins vom Rappenstein im Osten aus gesehen
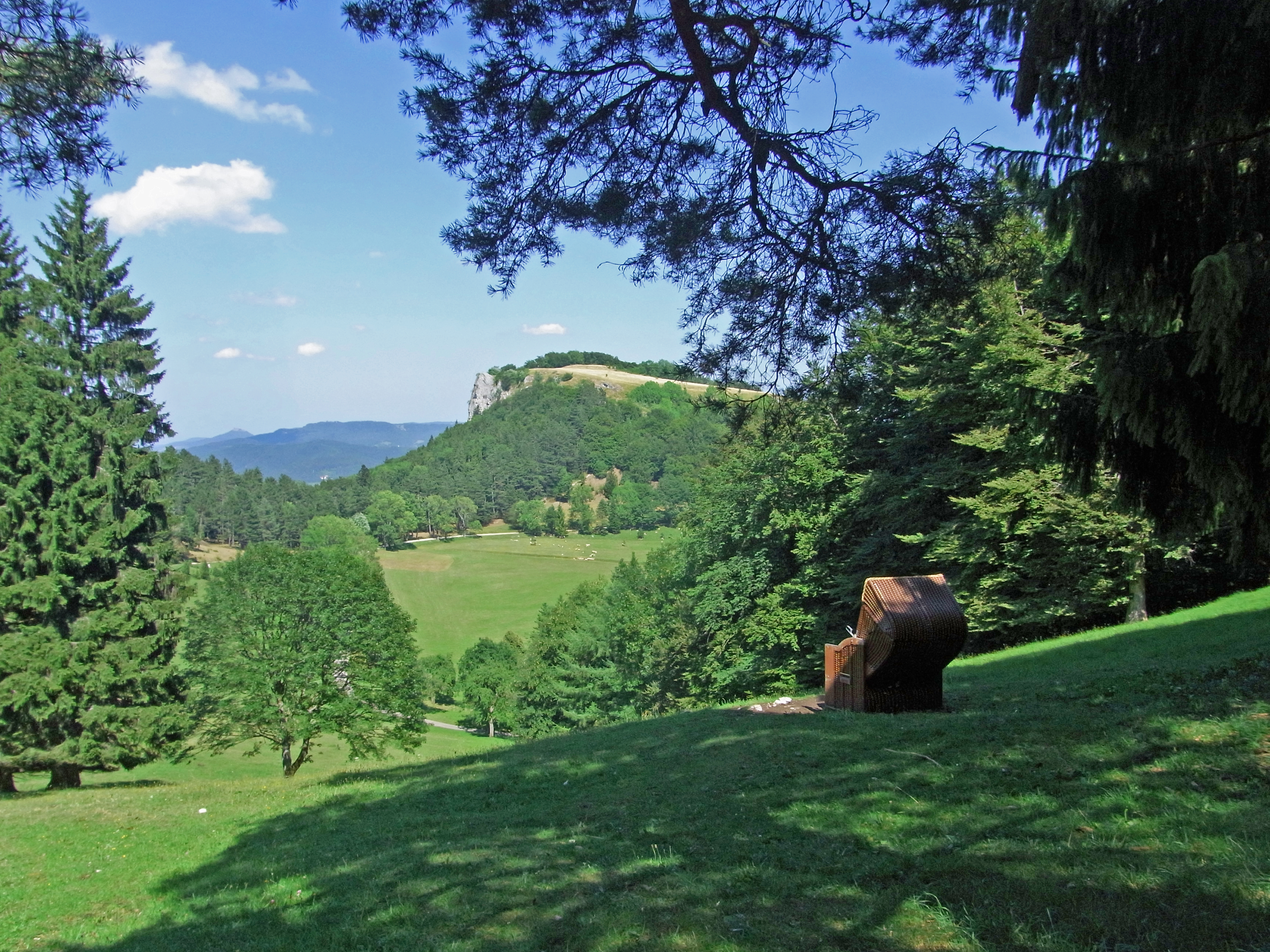
Der Lochenstein vom Schafberg aus gesehen, die Wanderwege sind oft mit Sitzgelegenheiten ausgestattet
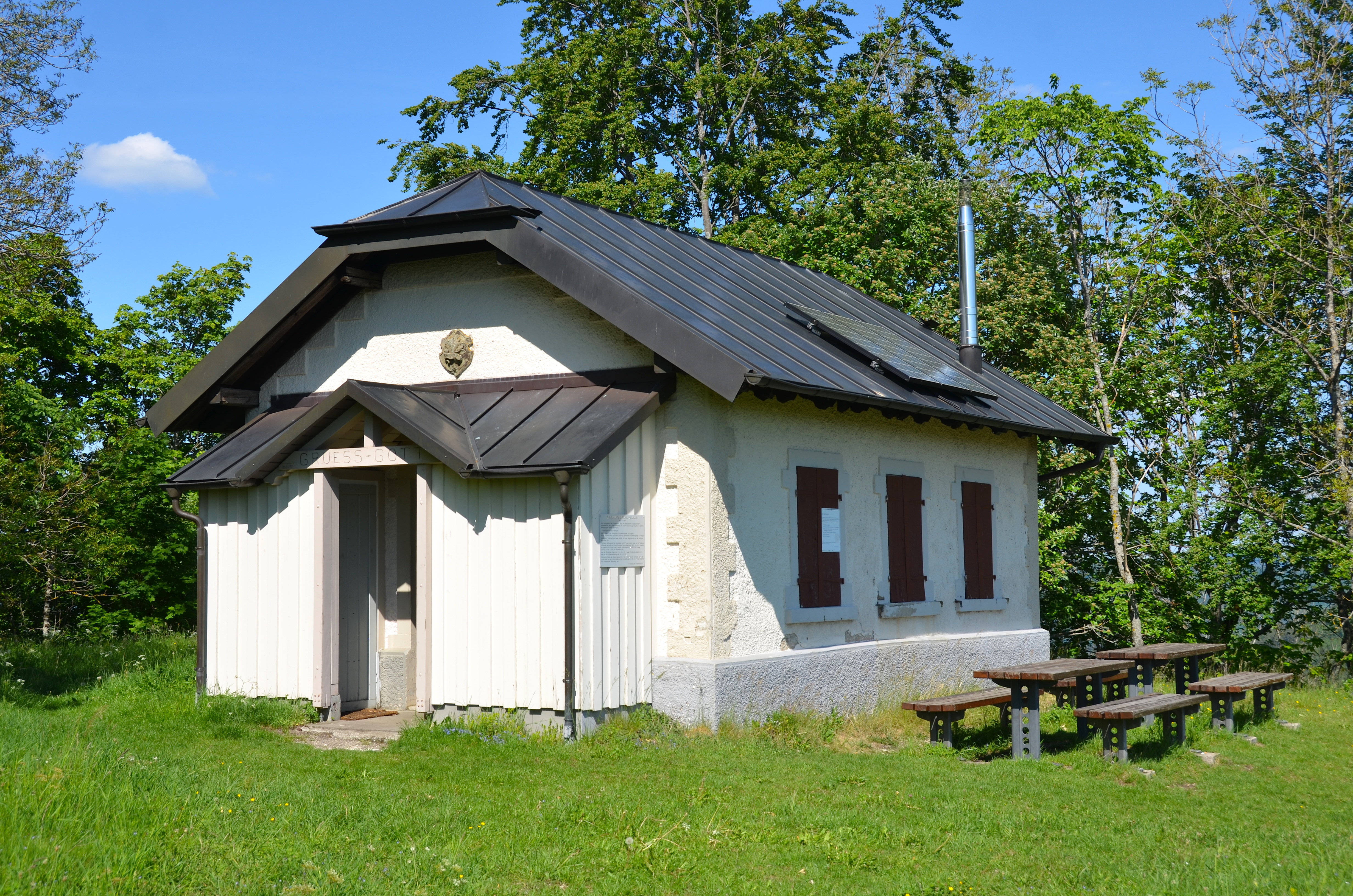
Die Lochenhütte am Osthang des Lochensteins
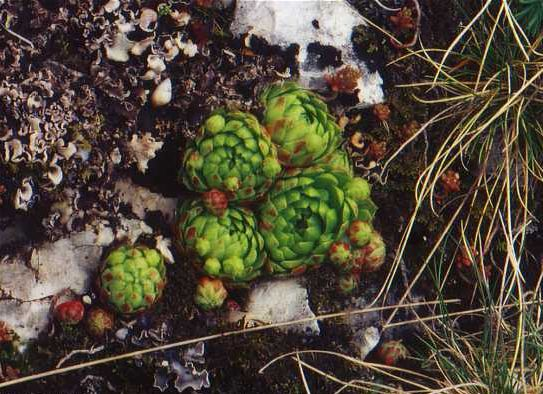
Sempervivum globiferum subsp. globiferum, Lochenstein, Deutschland

Das Lochenhörnle
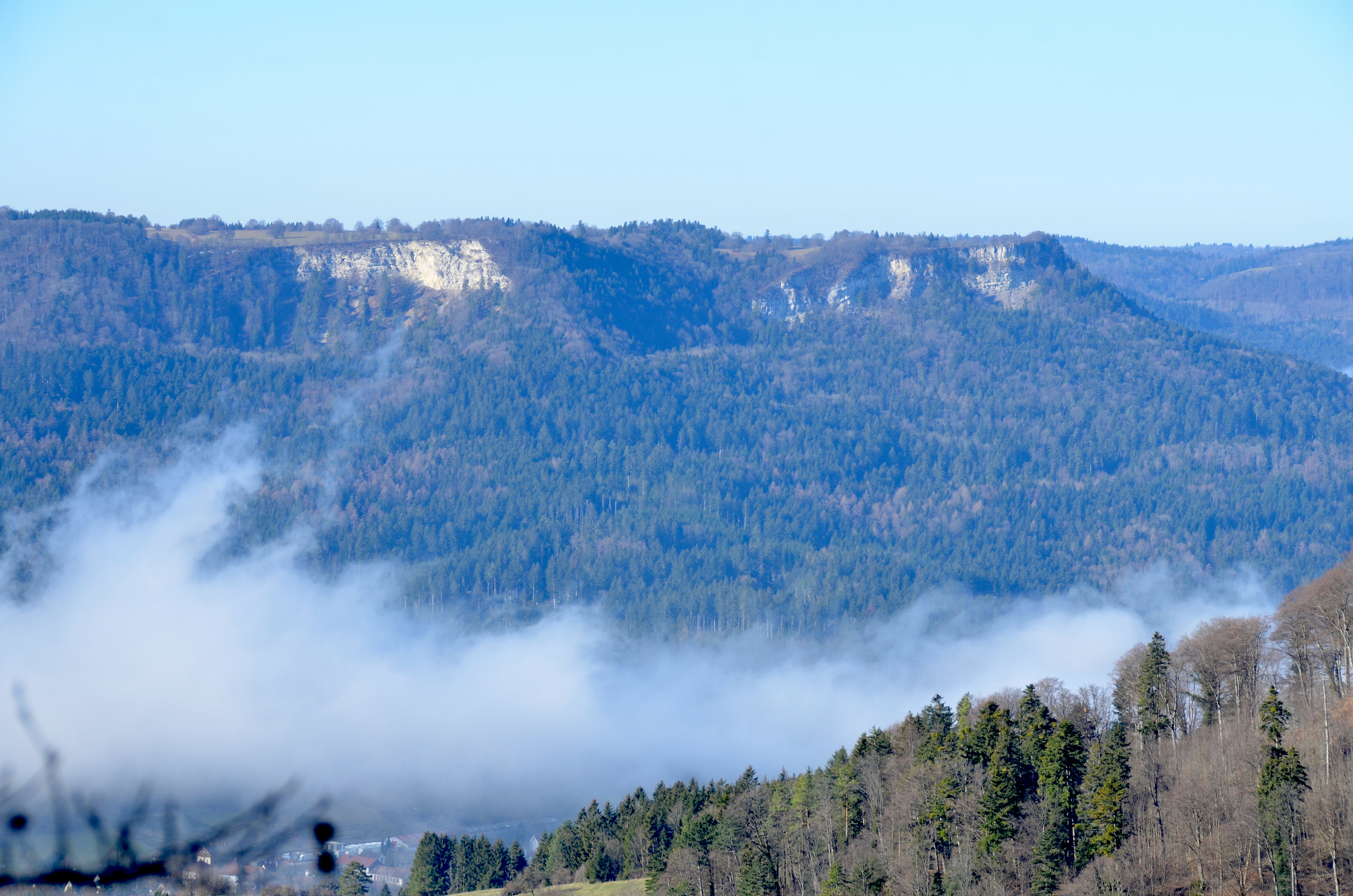
Das Lochenhörnle vom Heersberg im Norden aus gesehen
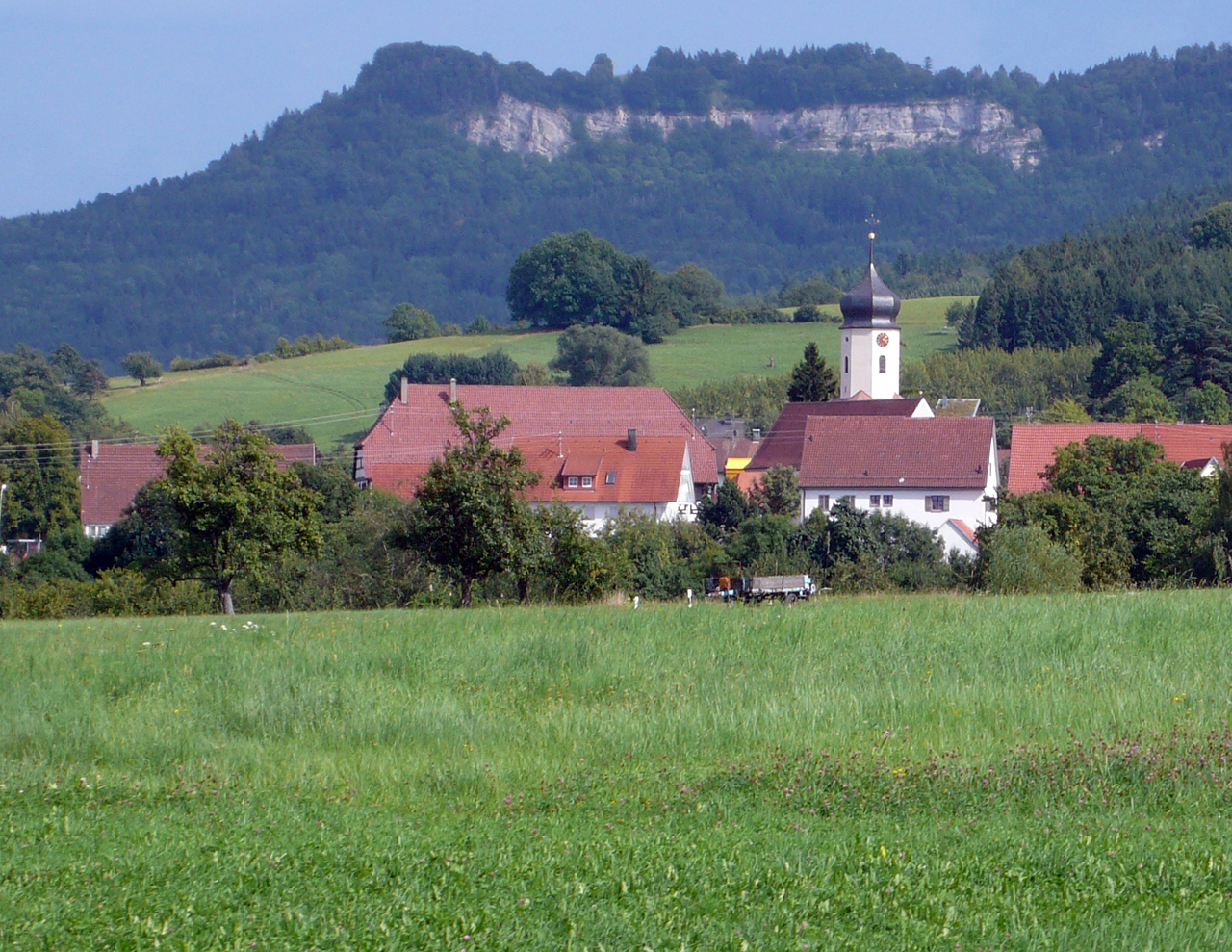
Blick über Roßwangen auf das Lochenhörnle
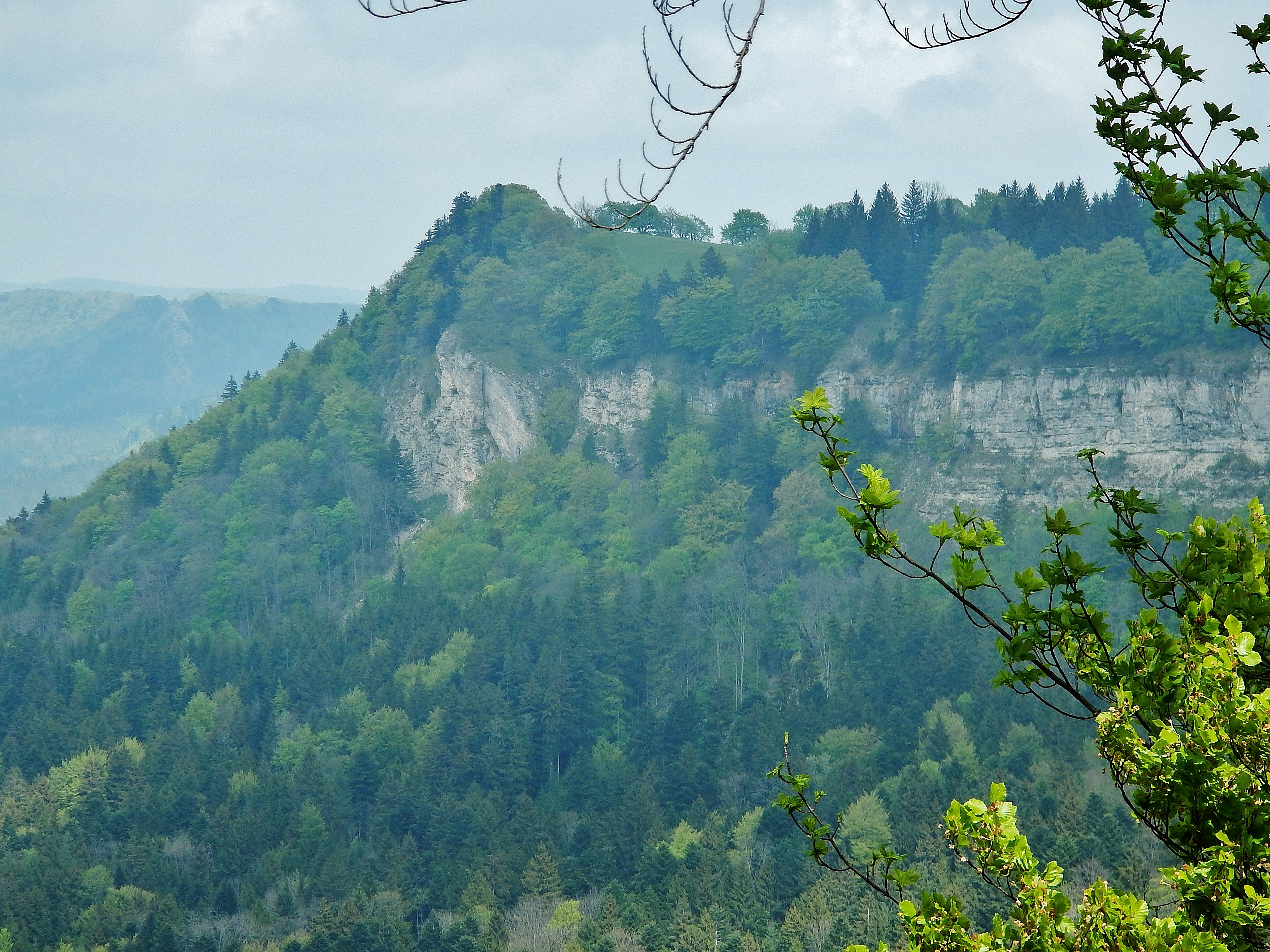
Blick vom Aussichtspunkt Schinderlucke auf das Lochenhörnle
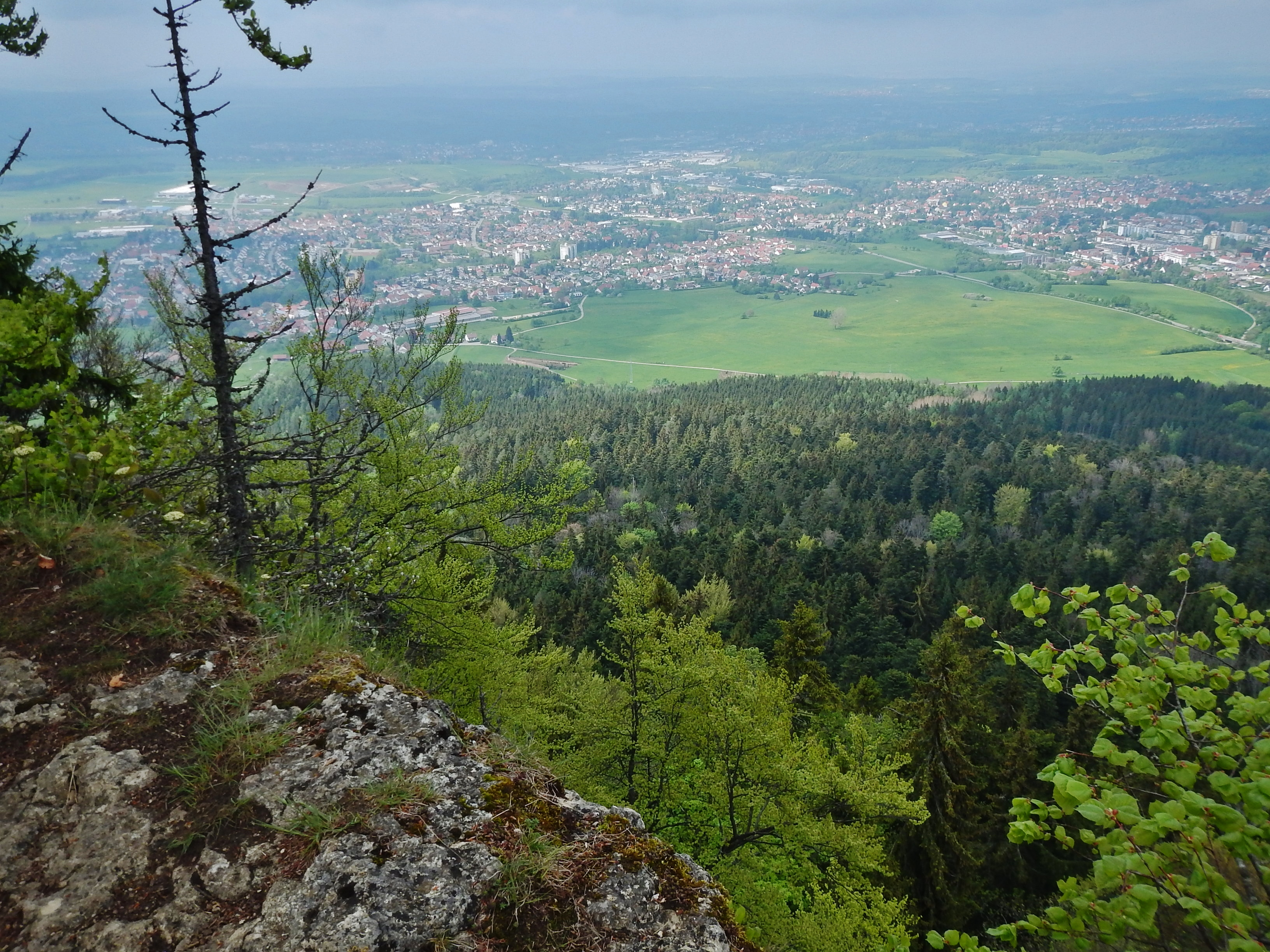
Aussicht vom Lochenhörnle auf Balingen im Albvorland
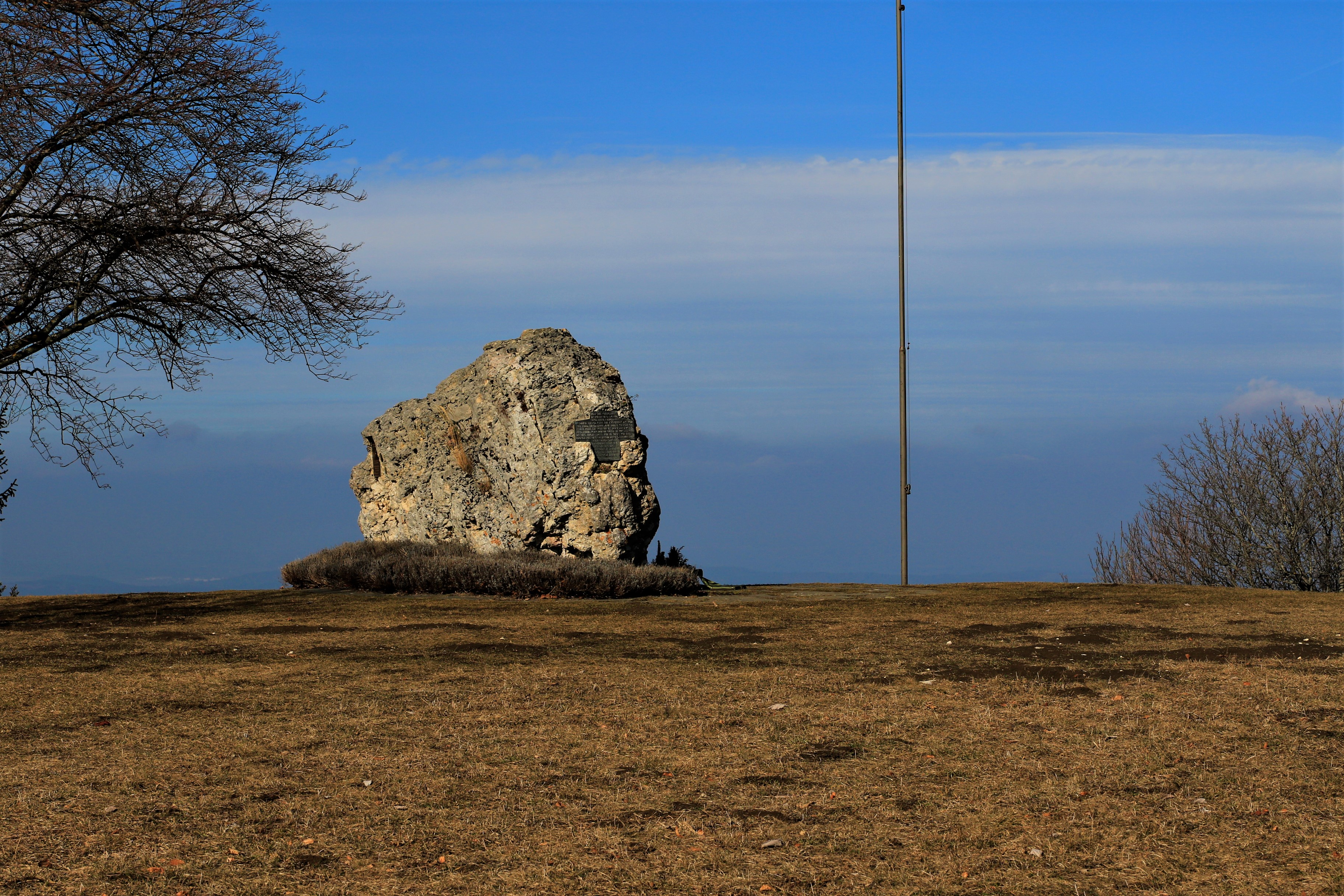
Das Gebirgsjäger-Denkmal auf dem Lochenhörnle